# Qanat Bosymbajew

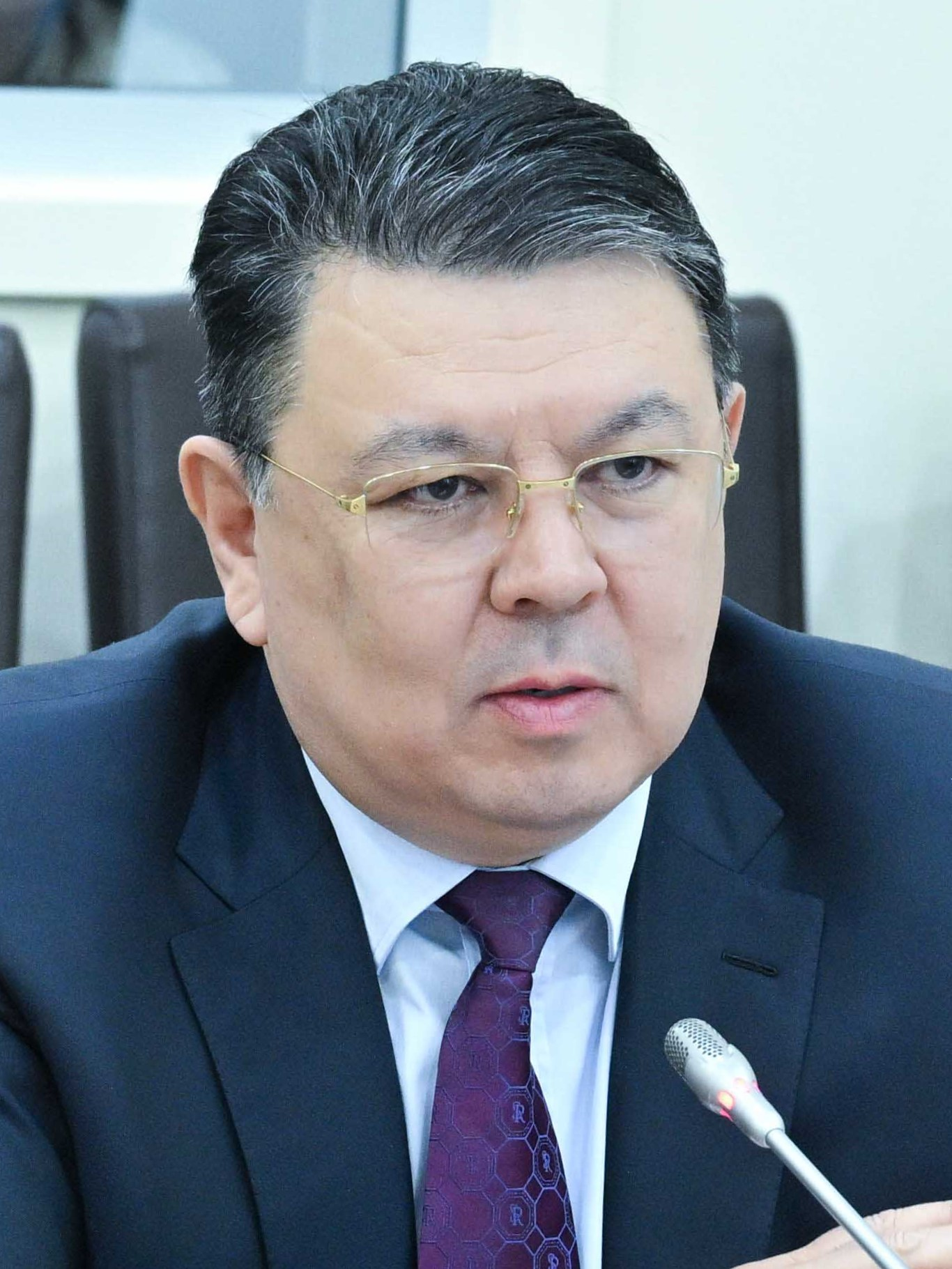
Qanat Bosymbajew (2024)

Qanat Aldabergenuly Bosymbajew (kasachisch Қанат Алдабергенұлы Бозымбаев Qanat Aldabergenūly Bozymbaev, russisch Канат Алдабергенович Бозумбаев Kanat Aldabergenowitsch Bosumbajew; * 8. Januar 1969 in Alma-Ata, Kasachische SSR) ist ein kasachischer Politiker. Er war von 2016 bis 2019 Energieminister Kasachstans.

## Leben
Qanat Bosymbajew machte 1993 seinen Abschluss am Staatlichen Institut für Volkswirtschaft.
Er begann seine berufliche Laufbahn in einem Unternehmen, bevor er 1994 zum Assistenten des Äkim (Gouverneur) von Almaty wurde. 1997 arbeitete er kurzzeitig wieder für ein privates Unternehmen und war dann Leiter der Abteilung für Regionalpolitik des Ministeriums für Wirtschaft und Handel Kasachstans. Anschließend war er von 1997 bis 1998 Leiter der allgemeinen Finanzabteilung und Vizepräsident für Wirtschaftsangelegenheiten der staatlichen Erdölgesellschaft KazTransOil. Zwischen August 1998 und März 2000 war er Direktor der Abteilung für Öl und Gas des Ministeriums für Energie, Industrie und Handel und danach bis Dezember des Jahres stellvertretender kasachischer Minister für Energie, Industrie und Handel.
In den nächsten Jahren bekleidete er diverse Posten in kasachischen Staatsunternehmen. So war er von Januar 2001 bis August 2007 Präsident des Energieversorgungsunternehmens KEGOC, im Jahr 2007 Vorstandsvorsitzender der Fluggesellschaft Air Astana, von November 2007 bis November 2008 Vorstandsvorsitzender der Bahngesellschaft Kasachstan Temir Scholy, zwischen August und Oktober 2008 Vorstandsvorsitzender der Mineralölunternehmens KazMunayGas und bis November 2009 Vorstandsvorsitzender von KEGOC. Am 30. November 2009 wurde er dann zum Äkim des Gebietes Schambyl ernannt. Vom 20. Dezember 2013 an war er Äkim des Gebietes Pawlodar. Seit dem 25. März 2016 war er im Kabinett von Kärim Mässimow, unter seinem Nachfolger Baqytschan Saghyntajew und auch im Kabinett von Asqar Mamin Energieminister Kasachstans. Am 18. Dezember 2019 wurde er von seinem Ministerposten entlassen.
Ab dem 18. Dezember 2019 war Bosymbajew Assistent des kasachischen Präsidenten Qassym-Schomart Toqajew; von dieser Position wurde er am 24. November 2021 entlassen und stattdessen zum Äkim des Gebietes Almaty ernannt. Seit Januar 2020 ist er außerdem Vorstandsmitglied des kasachischen Staatsfonds Samruk-Kazyna. Am 10. Juni 2022 wurde Bosymbajew als Äkim des Gebietes Almaty entlassen, danach verschwand er für einige Monate aus der Öffentlichkeit und hatte keine öffentlichen Ämter inne. Erst im September 2023 wurde er von Toqajew zu seinem Berater ernannt. 
Seit März 2024 ist er im Kabinett von Olschas Bektenow stellvertretender Premierminister.

## Persönliches
Qanat Bosymbajew ist verheiratet und hat drei Kinder, einen Sohn und zwei Töchter.